# Josef Krejsa (malíř)
Josef Krejsa (14. března 1896, Husinec – 21. dubna 1941, Husinec) byl český malíř a grafik.

## Život
Josef Krejsa se narodil v Husinci u Prachatic v rodině dělníka, pocházejícího ze Schwarzenberského dvorce Borku pod Boubínem. Již na měšťanské škole ve Vlachově Březí se rozhodl stát se malířem. Roku 1910 nastoupil na výuční pobyt u malíře dekorací F. Kováře v Netolicích. Tehdy se podílel na malbách interiérů např. Břehovské kaple a zámku Libějovice.
Roku 1914 nastoupil do vojenské služby, ve Vídni se věnoval výtvarné práci a studiu architektury a staromistrovských technik u Františka Alta. Zanedlouho byl poslán na ruskou frontu a po zranění léčen ve Lvově a Budapešti. Při nezdařeném útěku byl chycen a poslán do zajateckého tábora v Itálii. Ani tam nepřestal malovat. Studoval u F.P. Michettiho, zejména figurální kresbu, anatomii a perspektivu. Zapojil se do protirakouského odboje v Itálii a vytvoření České národní armády, pro kterou tvořil plakáty a divadelní dekorace. Na konci války roku 1918 se vrátil do rodného Husince.
Po propuštění z armády odešel do Prahy, pracoval v malírně Národního divadla a studoval na AVU u Maxe Pirnera. Ze zdravotních důvodů se vrátil do Husince, kde po letech regionální malířské a grafické tvorby zemřel ve věku 45 let. Mezi jeho významná díla patří výzdoba kostela sv. Cyrila a Metoděje a nástěnná malba s tematikou české historie na domu v Husinci.

## Galerie

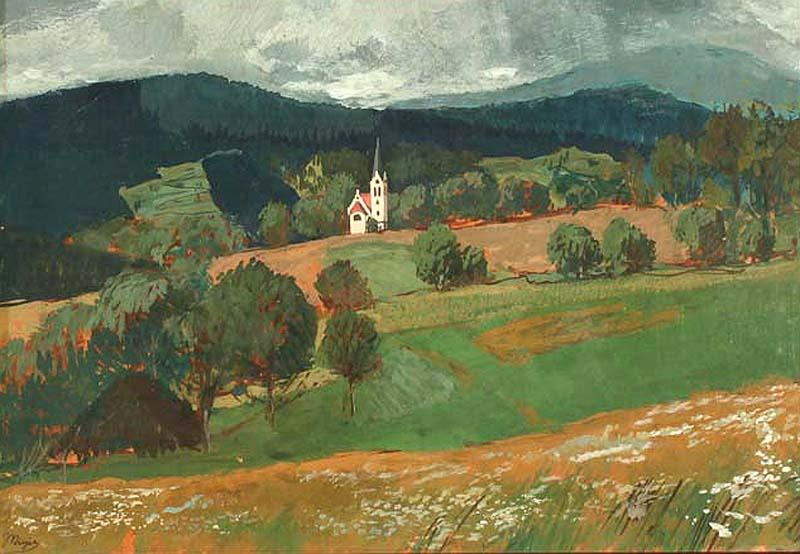
Josef Krejsa – Kostelík v krajině
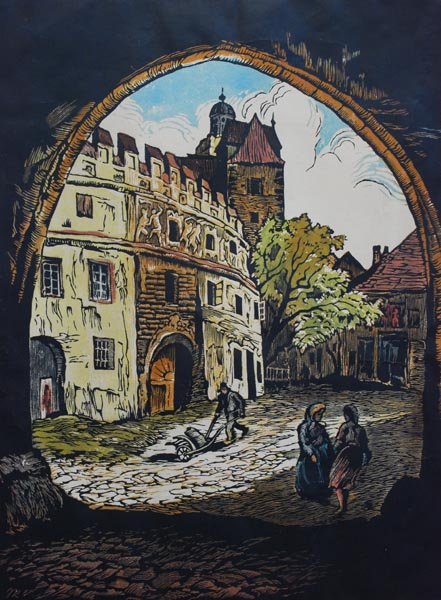
Josef Krejsa – Pohled na kostel sv. Jakuba v Prachaticích (před 1941)
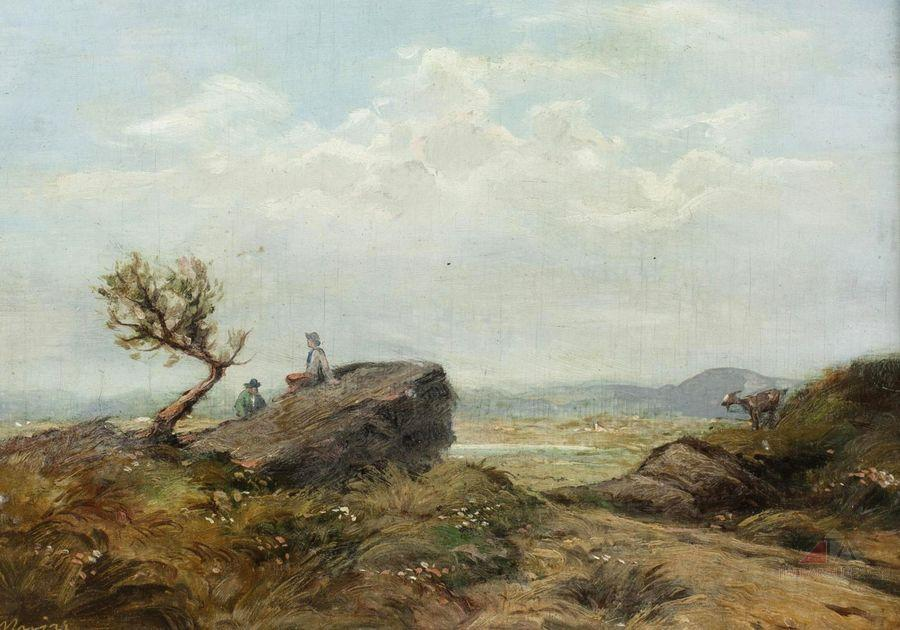
Josef Krejsa - Krajina s pasáčkem
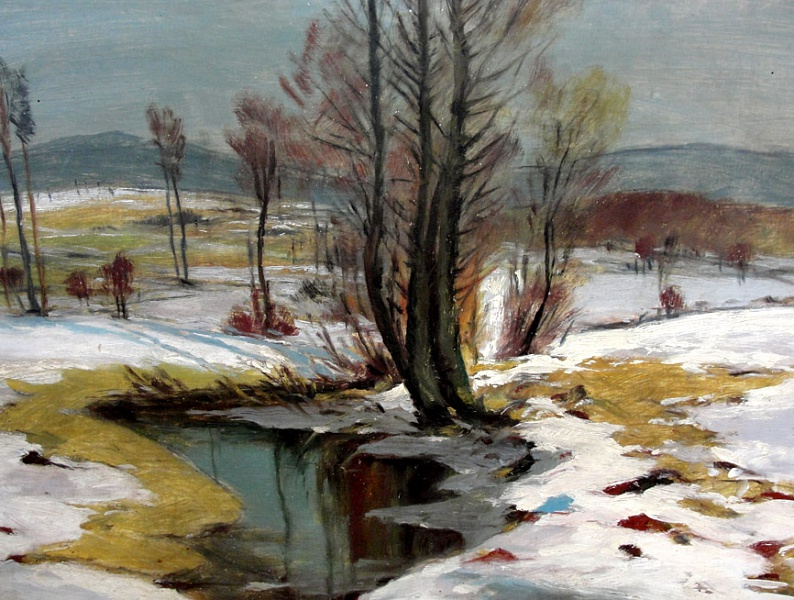
Josef Krejsa - Tání
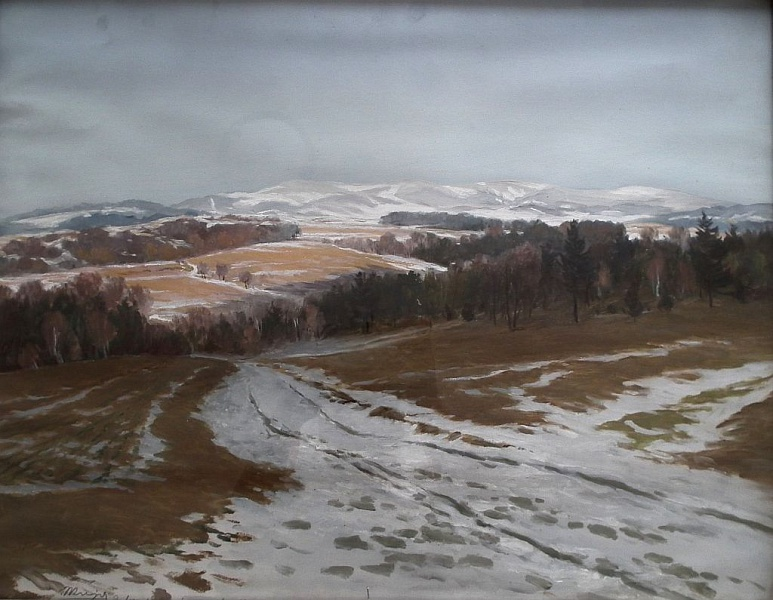
Josef Krejsa - Hřeben hor v předjaří